# Церковь Святой Марии (Штральзунд)
Церковь Святой Марии (Мариенкирхе; нем. St.-Marien-Kirche) в Штральзунде — самая большая церковь ганзейского города и шедевр поздней готики в Центральной Европе. Первое упоминание о ней датируется 1298 годом. С 1625 по 1647 год здание церкви было самым высоким в мире, но после того как её 90-метровый шпиль сгорел от удара молнии, самым высоким сооружением на планете более чем на двести лет стал Страсбургский собор. С башни церкви, высота которой составляет 104 метра, открывается великолепная панорама города, его окрестностей и Рюгена.
После церкви Святого Николая в Люнебурге Мариенкирхе в Штральзунде является самой ранней базиликой в стиле кирпичной готики в Северной Европе. Церковь построена по образцу любекской Мариенкирхе.